# سیارک ۱۱۴۵
سیارک ۱۱۴۵ (به انگلیسی: 1145 Robelmonte، نامگذاری:1929CC) هزار و صد و چهل و پنجمین سیارک کشف شده‌است که در ۳ فوریه ۱۹۲۹ کشف شد.
قدر مطلق سیارک برابر ۱۱٫۱۰ است.